# Шатовалон
„Шатовалон“ е френски сериен телевизионен филм създаден през 1984 година.
В България е излъчен по БНТ 1 (тогава "Първа програма" на Българската телевизия) през 1988 г. В главната роля участва актрисата Шантал Нобел. През 2005 г. сериалът е излъчен отново по Нова телевизия. А от 5 март 2013 БНТ1 излъчва отново „Шатовалон“ с нов дублаж.
Вестникът срещу общината. Свободата и силата на печата срещу законите и ходовете на местната власт. В Шатовалон, край бреговете на Лоара, 2 фамилии водят война да превземат града с предателства и машинации на всички нива: Берг срещу Ковалик.
Френският отговор на американските любими тв сериали от 1980-те („Далас“, „Династия“) се появява с „Шатовалон“ на „Антен-2“ и достига рейтинг в историята на телевизията от 17 млн. зрители още на 2-рия епизод.

## Сюжет
Общественото мнение е в ръцете на фамилия Берг, собственици на ежедневника „Ла Депеш Репюбликен“ в градчето Шатовалон на брега на Лоара. Една сутрин в имението на Берг е открит труп на журналист от вестника. В разследването следите водят към общината по неудобна тема за нов строителен обект. Берг са компрометирани. Започват сандали, лъжи, истини, провокации...Във войната срещу Берг влиза фамилия Ковалик – югославски емигранти, които се надяват да превземат града. Антонен, патриархът на фамилия Берг, е мъртъв. Подялбата на богатството му ще разруши семейното единство. Новият шеф на „Депеш“ е любимата му дъщеря – адвокатката Флоранс. Любовникът ѝ, депутатът Куентен, се самоубива. Обществена кампания провокира драми. Лоби от националната преса атакува вестника. На всички фронтове са заложени капани – с клевети, финансови трудности, стачка, предателства. Флоранс Берг трябва да се изправи сама, подкрепяна само от журналиста Траверс. Тя се бори да спаси не само вестника, но и честта – своята и на фамилията и не на последно място – да си възвърне обичта на дъщеря си Александра.
Споменът за сериала живее с музиката на Владимир Козма от песента „Власт и слава“ в изпъление на Ербер Леонар. Успехът на първия сезон е помрачен от фатални събития. На 28 април 1985 г., след излъчването на 17-и епизод, актрисата Шантал Нобел катастрофира с автомобил – шофьор е известният музикант Саша Дистел. Последствията са тежки за актрисата, точно преди анонсирането на втория сезон на сагата. Инцидентът предопределя съдбата на сериала. Недостига финансиране. Продуцентите не могат да обезпечат гардероба на героинята с висок стандарт – бюджетът на всеки епизод е 2 млн. френски франка.
Фабулата на „Шатовалон“ има свой аналог с реална ситуация в Тулуза през 80-те, когато фамилия Бейе, собственици на вестник „Депеш дю Миди“ воюва с потомствените кметове на града от семейство Боди. Приликата със същестували събития е такава, че съпругата на починалия Бейе се опитва напразно да забрани излъчването на сериала и да отхвърли асоциациите с действителността като наивни и банални сценарни трикове...